# Laßbach
Laßbach ist ein Stadtteil der baden-württembergischen Kreisstadt Künzelsau im Hohenlohekreis.

## Geographie
Der Stadtteil Laßbach umfasst die kleinen Dörfer Laßbach, Mäusdorf und Vogelsberg sowie die Höfe Falkenhof, Kügelhof und Rappoldsweiler Hof. Laßbach selbst liegt neun Kilometer ostsüdöstlich der Künzelsauer Stadtmitte auf einer Höhe von etwa 436 m ü. NHN im größeren, mit dem Falkenhof, dem Rappoldsweiler Hof und Vogelsberg gemeinsamen Gemarkungsteil, von dem der kleinere um Mäusdorf mit dem Kügelhof durch einen Streifen Kocherstettener Stadtteilgemarkung getrennt ist. Alle Orte liegen auf dem Höhenrücken zwischen den tief eingeschnittenen Muschelkalktälern von Kocher im Westen und Jagst im Osten, der dort von den Kerbtälern der zum Kocher laufenden Bäche Weilersbach, Erlesbach und zuletzt und im Norden Heiligenbach zergliedert ist. Laßbach, der Rappoldsweiler Hof und der Falkenhof liegen weit im Osten nahe der oder sogar jenseits der Wasserscheide zur Jagst, Vogelsberg westsüdwestlich von Laßbach auf dem hinteren Sporn zwischen Weilersbach und Erlesbach, Mäusdorf westnordwestlich von Laßbach am Taltrauf des Heiligenbachs, der Kügelhof nahe dem Beginn eines kleinen Klingenzuflusses zum Kocher noch weiter abwärts.
Zur Gemarkung gehören Anteile der Wälder in den Talklingen sowie einiger Waldinseln auf der Hochfläche, der größte Teil allerdings ist unter dem Pflug stehende, seltener auch als Grünland genutzte Landwirtschaftsfläche.

## Geschichte
Das Gebiet der früheren Gemeinde Laßbach gehörte in der Neuzeit bis zur Mediatisierung im Wesentlichen zur Herrschaft Stetten. Im 19. Jahrhundert gab es außer den schon genannten Orten etwas südsüdöstlich von Vogelsberg noch ein Einzelanwesen Schlothof (auch: Schlathof) auf dem Sporn eines Nebentals zum Weilersbach, dieser Ort ist inzwischen abgegangen.
Am 1. Januar 1972 wurde die zuvor selbständige Gemeinde Laßbach in die Kreisstadt Künzelsau eingegliedert.
Ortsvorsteher ist Werner Hannemann.